# Every Man for Himself (álbum)
Every Man for Himself es el tercer álbum de estudio la banda de rock alternativo Hoobastank. Fue lanzado el 16 de mayo de 2006, y el 8 de mayo del mismo año en el Reino Unido. Una edición limitada de Every Man for Himself fue lanzado en un esquema de color verde. Del álbum se publicaron tres sencillos "If I Were You" "Inside of You" y "Born to Lead".

## Lista de canciones
| N.º | Título               | Duración |  |
| 1.  | «The Rules»          | 0:52     |  |
| 2.  | «Born to Lead»       | 3:49     |  |
| 3.  | «Moving Forward»     | 4:27     |  |
| 4.  | «Inside of You»      | 3:08     |  |
| 5.  | «The First of Me»    | 5:24     |  |
| 6.  | «Good Enough»        | 3:21     |  |
| 7.  | «If I Were You»      | 4:18     |  |
| 8.  | «Without a Fight»    | 3:20     |  |
| 9.  | «Don't Tell Me»      | 4:12     |  |
| 10. | «Look Where We Are»  | 3:28     |  |
| 11. | «Say the Same»       | 4:01     |  |
| 12. | «If Only»            | 3:28     |  |
| 13. | «More Than a Memory» | 7:15     |  |

### Japanese Bonus Tracks
| N.º | Título          | Duración |  |
| 14. | «Finally Awake» | 4:02     |  |
| 15. | «Waiting»       | 3:05     |  |

#### iTunes pre-order exclusive
| N.º | Título           | Duración |  |
| 1.  | «Face the Music» | 3:55     |  |

## Posicionamientos en las listas
| Position | 12     | 44     | 65      | 83      | 101     | 116     | 129     | 139     | 151     | 166     | 188     | Out |
| Sales    | 72,447 | 25,489 | 15,270  | 12,477  | 10,832  | 8,291   | 7,501   | 6,305   | 5,651   | 5,191   | 4,510   | Out |
| Total    | 72,447 | 97,936 | 113,206 | 125,683 | 136,515 | 144,806 | 152,307 | 158,612 | 164,263 | 169,454 | 173,964 | Out |

## Personal
- Doug Robb - Vocalista
- Dan Estrin - guitarra
- Josh Moreau - Bajo
- Chris Hesse - Drum